# خالد بيبو
خالد بيبو لاعب كرة قدم مصري سابق، شغل منصب مدير الكرة في النادي الأهلي حتى اعتذاره عن المنصب في 18 آب / أغسطس 2024، وقد كلفت لجنة التخطيط في النادي الأهلي الكابتن خالد بيبو بمهمة المنسق العام لقطاعات الناشئين والأكاديمية والكرة النسائية منذ تاريخه.

## مسيرته الكروية
أصله من محافظة قنا لكنه نشأ في محافظة السويس، بدأ اللعب في مركز شباب فيصل بالسويس ثم التحق بنادي بور توفيق ثم بدأ شهرته من نادي الإسماعيلي المصري، [بحاجة لمصدر] ثم انتقل إلى النادي الأهلي المصري ولعب معه في البطولات التي شارك فيها سواء محلية أو أفريقية.
وأبرز ما عرف عنه إحراز أربعة أهداف في مباراة القمة بين الأهلي والزمالك في الدوري المصري موسم 2001-2002 وهو الأمر الذي لم يحدث من قبل ولم يتكرر حتى تاريخه. وأيضًا مشاركته مع الأهلي المصري في الفوز بدوري أبطال أفريقيا 2001. وخاصة لقاء إياب نهائي دوري الأبطال أمام ماميلودي صن داونز بطل جنوب أفريقيا عندما تمكن من إحراز ثلاثة أهداف.

## أهم الأهداف
- سوبر هاتريك: مباراة الأهلي والزمالك 2002
- هاتريك: نهائي دوري أبطال أفريقيا 2001
- هدف: كأس السوبر الأفريقي 2002
- هدف: نهائي كأس مصر 2003 (الأهلي والإسماعيلي)

## البطولات
- دوري أبطال أفريقيا : 2001 ، 2005
- كأس السوبر الأفريقي : 2002
- الدوري المصري : 2004-2005
- كأس مصر : 2003
- كأس السوبر المصري : 2003

## روابط خارجية
- خالد بيبو على موقع الاتحاد الدولي (مؤرشف)  (الإنجليزية)
- خالد بيبو على موقع ناشيونال فوتبول تيمز (الإنجليزية)
- خالد بيبو على موقع كووورة